# LoRa
LoRaとLoRaWANは、ともに低電力ワイドエリア（LPWA）ネットワークプロトコルを定義している。バッテリー駆動の「もの」を、地域、国内、またはグローバルネットワーク内のインターネットにワイヤレス接続するように設計されている。モノのインターネット（IoT）の双方向通信、エンドツーエンドのセキュリティ、モビリティ、ローカリゼーションサービスなどの要件となることを目標としている。一般ユーザーや企業を対象にしたより多くの電力を使用してより多くのデータを伝送するように設計されたワイヤレスWANとは対照的に、低電力、低ビットレート、IoTでの利用などの特徴がある。LoRaWANのデータレートは、1チャンネルで0.3 kbit/sから50kbit/sの範囲である。
LoRa （「long range」に由来）は、プロプライエタリの物理的な無線変調技術である。チャープスペクトラム拡散（chirp spread spectrum、CSS）技術から派生したスペクトラム拡散変調技術に基づいている。フランスのグルノーブルの会社であるCycleoによって開発され（特許9647718-B2）、その後、Semtechによって買収された。
LoRaWANは、ソフトウェア通信プロトコルとシステムアーキテクチャを定義している。LoRaWANプロトコルの継続的な開発は、SemTechが創設メンバーとである、オープンな非営利組織のLoRaアライアンスによって管理されている。

## 特徴
LoRaは、ライセンス不要のサブギガヘルツ無線周波数帯域を使用する。ヨーロッパではEU868（863–870 / 873 MHz）、南アメリカではAU915 / AS923-1（915–928 MHz）、北アメリカではUS915（902–928 MHz）、インドではIN865（865–867 MHz）、アジアではAS923（915–928 MHz）、世界中では2.4GHzをそれぞれ使用している。LoRaを利用すると、低消費電力で長距離伝送が可能になる。LoRaがカバーするのは物理層であり、上位層は、LoRaWAN（Long Range Wide Area Network）などの他の技術やプロトコルでカバーされている。拡散率により、0.3 kbit/s〜27 kbit/sのデータレートを実現できる。
LoRa ゲートウェイからのタイムスタンプを用いた 三辺測量 を行うことで、LoRa 機器の位置を特定することができる。